# Эколс (округ)
Э́колс (англ. Echols County) — округ штата Джорджия, США. Население округа на 2000 год составляло 3754 человек. Административный центр округа — город Стейтенвилл.

## История
Округ Эколс основан в 1858 году.

## География
Округ занимает площадь 1046,4 км².

## Демография
Согласно Бюро переписи населения США, в округе Эколс в 2000 году проживало 3754 человек. Плотность населения составляла 3.6 человек на квадратный километр.